# David e Lisa (film 1962)
David e Lisa (David and Lisa) è un film del 1962 diretto da Frank Perry.
Film a basso costo, soltanto 183.000 dollari, venne subito acclamato da gran parte della critica e fu un notevole successo commerciale, incassando circa un milione di dollari solo nella prima settimana di programmazione.
Girato in bianco e nero, racconta una storia di disagio mentale ispirata a un romanzo di Theodore Isaac Rubin e sceneggiato dalla moglie del regista Eleanor Perry, che ottenne una candidatura al Premio Oscar per la miglior sceneggiatura.

## Trama
David Clemens, un ragazzo affetto da afefobia, ovvero il terrore di essere toccato da altri, si innamora della giovane Lisa Brand, affetta da sdoppiamento della personalità.
Con l'intento di sbarazzarsi di David, sua madre lo fa ricoverare in una casa di cura, tenuta dall'anziano dottor Swinford. Dopo aver creato presto dei problemi, arrivando al tentativo di bruciare le mani di uno dei degenti, David fa amicizia con Lisa, una giovane schizoide, con due personalità: Lisa, in grado di esprimersi solo in versi, e Muriel, incapace di proferire parola e che si esprime solo scrivendo. David riesce ad instaurare un dialogo con la ragazza, esprimendosi anch'egli in rima, fino a creare un legame affettivo.
Quando la madre di David, nel corso di una visita, apprende della loro relazione sentimentale, decide di riportarlo a casa ma il giovane fugge per fare ritorno nella casa di cura. Lisa, a sua volta, convinta dalle parole di David, decide di fuggire e di prendere un treno che la porterà in un museo dove un tempo aveva manifestato il suo disagio.
Sarà proprio David, che la conosce oramai bene, a ritrovarla e a portarla indietro, scoprendo nel frattempo come ella sia guarita, grazie al suo sentimento per lei.

## Riconoscimenti
- Premio Oscar
  - Candidatura Oscar al miglior regista
  - Candidatura Oscar alla migliore sceneggiatura non originale